# Megachile piliventris
Megachile piliventris is een vliesvleugelig insect uit de familie Megachilidae. De wetenschappelijke naam van de soort is voor het eerst geldig gepubliceerd in 1886 door Morawitz.